# Bartholomäer-Institut Ingolstadt

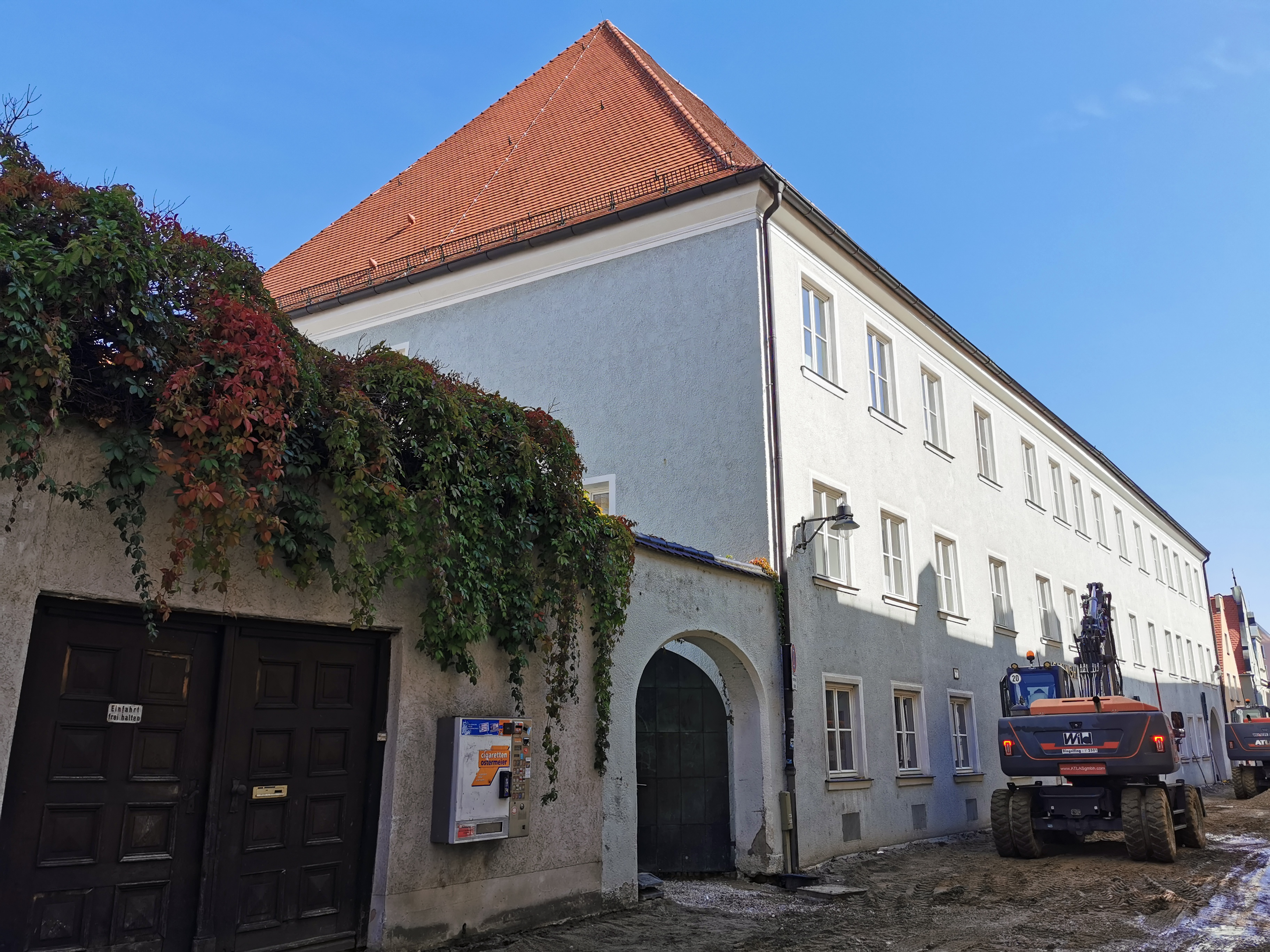
Bartholomäer-Institut Ingolstadt

Das ehemalige Bartholomäer-Institut  (Schreibweise in der Liste der Baudenkmäler: St. Bartholomäer-Institut) in der Ingolstädter Johannesstraße 11 ist ein denkmalgeschütztes ehemaliges Priesterseminar. Es entstand auf der Basis von drei mittelalterlichen Vorgängerbauten in zwei Bauphasen 1687 und 1721 als dreigeschossiges, langgestrecktes Traufhaus mit Walmdach. Nach der Säkularisation wurde es im Inneren teilweise umgebaut und von der Bayerischen Armee zunächst als Lazarett und dann als Offizierskasino genutzt. Seit 1953 dient das Gebäude dem örtlichen Kolping-Bildungswerk und wurde wiederholt erweitert und modernisiert. Der Name geht zurück auf die Priestergemeinschaft der  Bartholomäer.